# Emerson Gattafoni
Emerson Gattafoni, all'anagrafe Ernaldo (Pesaro, 17 agosto 1956), è un autore televisivo e regista italiano.
Ha realizzato dal 1982 a oggi per la televisione diversi programmi di cultura e spettacolo.

## Eventi
- Raid a bordo di Ciao Piaggio in solitaria 1976 da Pesaro - Marrakech - Pesaro (12.000 Km - 1976)
- Circo Magico teatro tenda musicale itinerante  (1978)
- Concerti (1978) Reggae, Rock, Pop.
- DJ Pacha di Ibiza (1979).
- Raid motoristici in Africa e USA (1981)
- DocumentarioTV Moto Mondiale Flamini Group (1982)

## Televisione
- TG2 Sportsette su Rai 2 (1983)
- Pianeta Neve-Mare su TMC (1984-1985 -1986 - 1987 - 1989)
- Documentari in Australia, Indonesia, Kenya, USA, Canada (1986 - 1987 - 1988-  TG2)
- Documentari Cinema 2000 Rai 2 (1987)
- Sunsplasc Jamaica Rai 2 (1987)
- ARMI e DROGAdossier di Rai 2 sulla criminalità organizzata. (Puntate 7 - Colombia - Panama - Stati Uniti - Rai Due 1989)
- Route 66 - Chicago - L.A. - Panamericana - US - Delta Blues in collaborazione con Claudio De Tommasi su Rai 2 (1990, 1993, 1995)
- Do it for Children su Rai 2 e Videomusic (1992)
- Coraggio di vivere - Do it for Children Diretta Tv su Rai 2 (1992)
- Green Defender Jungle Highways, ambientato nell'Amazzonia centrale, su Rai 2 (1994)
- DIARIO DI UN VIAGGIO IN MOTOCICLETTA ( Buenos Aires- Argentina a Caracas-Venezuela, ispirato dal libro di Ernesto Che Guevara, Rai 2 1994), con Aprilia Moto.
- CIRCUS MOTOMONDIALE Doc 18 Puntate - Autori: Federico Urban - Emerson Gattafoni - Regia Emerson Gattafon (Rai Sport 1996)
- EUROPA STRADA FACENDO Doc 12 Puntate sull'Europa dell'allargamento Autore Regista Emerson Gattafoni (Rai Due 1996)
- Mission Capricorn viaggio in scooter da Venezia a Sydney su Rai 1 (1998)
- Tv Raider- Donnavventura  viaggio di otto ragazze su fuoristrada dall'Uruguay alla Patagonia (RaiUno 1999)
- Roads Runner su Rai 2 (1999). Viaggio in scooter da New York a Los Angeles.
- ELDORADO, doc-fiction, realizzata in Australia da Perth a Cairns attraverso i grandi deserti, con Shel Shapiro. ( Rai Tre 2000)
- In viaggio con... Sereno variabile, in collaborazione con Osvaldo Bevilacqua su Rai 2 (2001)
- Easter Road - documentario viaggio da Nuova Delhi a Leh Ladak - Nuova Delhi con intervista incontro S.S Dalai Lama (Rai Tre 2003)
- DREAMS ROAD con Valeria Cagnoni su Rai 1- Rai 2-  (2000 - 2023)  con un totale di 315 Puntate (ReplicheTV Rai puntate n. 325)
- ROADWAY FOR AFRICA con Valeria Cagnoni, documentario umanitario con la partecipazione di Luca Zingaretti per la donazione di una clinica mobile alla Presidenza della Republica del Senegal, Raiuno (2008)
- ROAD ITALY su Rai 1 e Rai 5 con Claudio De Tommasi e Valeria Cagnoni su Rai 5 (2012) e Rai 1 (2013-2015), tre edizioni di un viaggio attraverso le meraviglie d'Italia a bordo di Ape Calessino sulle strade blu italiane.
- ROADWAY FOR TIBET -  documentario umanitario per la donazione di un ospedale dedicato a Fosco Marini e una clinica mobile alle popolazioni tibetane rifugiate a Leh Ladak, India (RaiUno 2012).
- FOCUS ON  bio-doc dedicato al fotografo francese Gerard Rancinan (Rai 1 & Rai 5 - 2013)
- FOCUS ON bio-doc dedicato Maestro Giuliano Vangi produzione 4K (2023)
- ROAD MUSIC  (Rai 5 - 2012)

## Onorificenze
Medaglia della Camera dei deputati conferita dal Comitato Scientifico
Internazionale del Centro Pio Manzù a Emerson Gattafoni. 
Autore di programmi televisivi e regista di memorabili imprese, sempre pronto a raccogliere le sfide più ardue, Emerson Gattafoni da oltre vent'anni porta avanti una missione: documentare la vita di chi sta ai bordi delle strade.
Con quindicimila ore di immagini girate in ogni angolo del Pianeta, in sella alla sua motocicletta, Emerson Gattafoni ci offre uno spaccato straordinario dell'umanità attraverso i cinque continenti, dove storie ed emozioni si intrecciano in un'unica formidabile narrazione.
Nel 2008 produce e dirige il progetto umanitario “Roadway for Africa”, il più grande ospedale mobile viaggiante mai arrivato nel continente africano che porta speranza e solidarietà alle popolazioni rurali e nomadi fornendo assistenza medica a decine di migliaia di persone.